# Halicryptus spinulosus
Halicryptus spinulosus is een soort in de taxonomische indeling van de peniswormen. 
De diersoort behoort tot het geslacht Halicryptus en behoort tot de familie Priapulidae. De wetenschappelijke naam van de soort werd voor het eerst geldig gepubliceerd in 1849 door von Siebold.